# 1712

## أحداث
- تأسيس مدينة ليناريس، نويفو ليون[الإنجليزية] وتقع حاليا في المكسيك.
- اللاذقية تتعرض لهجوم من القراصنة على سواحلها، أسروا خلاله عددًا من أبنائها وباعوهم كرقيق في الجزائر.
- إمارة ليختنشتاين تشتري مقاطعة فادوز.
- المكتبة الوطنية في إسبانيا تفتح أبوابها للجمهور بمدريد في 1 مارس.

## مواليد
- 24 يناير - فريدرش العظيم، ملك بروسيا (1740-1786) من سلالة آل هوهنتسولرن.
- 28 يونيو - جان جاك روسو، كاتب وفيلسوف جنيفي.

## وفيات
- عبد الله بن عائشة، أدميرال وقرصان وسفير مغربي.
- 14 سبتمبر - جيوفاني كاسيني، عالم رياضيات وعالم فلك ومهندس ومنجم إيطالي فرنسي.